# Список эпизодов телесериала «Готэм»
«Готэм» (англ. Gotham) — американский криминальный телесериал, созданный Бруно Хеллером по мотивам вселенной комиксов DC Comics, разработанной Бобом Кейном, создателем франшизы о Бэтмене. Сюжет сериала сосредоточен на ранних годах работы Джеймса Гордона, который в будущем становится комиссаром полиции Готэма. Здесь также происходит формирование культовых злодеев, таких как Пингвин, Женщина-кошка и Риддлер. Главную роль исполнил Бенджамин Маккензи.

Сериал был продлён на пять сезонов, а 13 мая 2018 года был выпущен заключительный сезон. Бруно Хеллер стал исполнительным продюсером, а режиссёром пилотного эпизода стал Дэнни Кэннон.

## Обзор сезонов
| Сезон | Сезон | Эпизоды | Оригинальная дата показа | Оригинальная дата показа | Рейтинг Нильсена | Рейтинг Нильсена   |
| Сезон | Сезон | Эпизоды | Премьера сезона          | Финал сезона             | Ранк             | Зрители (миллионы) |
| ----- | ----- | ------- | ------------------------ | ------------------------ | ---------------- | ------------------ |
|       | 1     | 22      | 22 сентября 2014         | 4 мая 2015               | 68               | 7,56               |
|       | 2     | 22      | 21 сентября 2015         | 23 мая 2016              | 89               | 5,37               |
|       | 3     | 22      | 19 сентября 2016         | 5 июня 2017              | 100              | 4,52               |
|       | 4     | 22      | 21 сентября 2017         | 17 мая 2018              | 129              | 3,69               |
|       | 5     | 12      | 3 января 2019            | 24 апреля 2019           | 125              | 3,68               |

## Список серий

### Сезон 1 (2014—15)
| № общий | № в сезоне | Название                                                                   | Режиссёр       | Автор сценария       | Дата премьеры    | Зрители в США (млн) |
| --- | ---------- | -------------------------------------------------------------------------- | -------------- | -------------------- | ---------------- | ------------------- |
| 1 | 1          | «Пилот» «Pilot»                                                            | Дэнни Кэннон   | Бруно Хеллер         | 22 сентября 2014 | 8,21                |
| Детектив-ветеран Харви Буллок вместе с новичком Джеймсом Гордоном начинают расследование убийства миллиардера Томаса Уэйна и его жены Марты. Свидетелем убийства вместе с сыном покойных — тринадцатилетним Брюсом Уэйном — стала беспризорница Селина Кайл. Полицейские обнаруживают, что раскрытия преступления не желают крупные игроки преступного мира Готэма. Попав в плен к одному из них — Фиш Муни, им удаётся выжить благодаря заступничеству её босса Кармайна Фальконе. Взамен он требует от Гордона убить мелкого подручного Муни Освальда Кобблпота, параллельно бывшего информатором следователей отдела внутренних расследований Рене Монтойи и Криспуса Аллена. Джеймс инсценирует убийство преступника, прося его не возвращаться в Готэм. Пока полиция отмечает мнимое раскрытие дела, Гордон сообщает Брюсу и дворецкому Альфреду Пенниуорту о том, что настоящий убийца до сих пор на свободе. Тем временем показано, что Освальд собирается вернуться в город. |            |                                                                            |                |                      |                  |                     |
| 2 | 2          | «Селина Кайл» «Selina Kyle»                                                | Дэнни Кэннон   | Бруно Хеллер         | 29 сентября 2014 | 7,45                |
| Убийство бездомного выводит Буллока и Гордона на похитителей беспризорных детей, которых отлавливают на улицах Готэма. Тем временем Пингвин планирует вернуться назад в город. Селина сообщает Гордону, что имеет информацию об убийце четы Уэйнов. |            |                                                                            |                |                      |                  |                     |
| 3 | 3          | «Человек-Воздушный шар» «The Balloonman»                                   | Дермотт Даунс  | Джон Стивенс         | 6 октября 2014   | 6,36                |
| Неизвестный мститель убивает коррупционеров Готэма, привязывая их к воздушным шарам. Монтойя и Аллен интересуются у Гордона по поводу судьбы Кобблпота, который возвращается в Готэм с целью расквитаться с Фиш Муни. |            |                                                                            |                |                      |                  |                     |
| 4 | 4          | «Аркем» «Arkham»                                                           | Ти Джей Скотт  | Кен Вудрафф          | 13 октября 2014  | 6,39                |
| В ближайшее время должно пройти голосование муниципального совета по будущему района Аркем, и на фоне этого начинаются убийства городских советников неизвестным наёмником. Гордону и Буллоку необходимо приложить усилия, чтобы защитить совет, а тем временем, Гордона навещает старый друг. Кобблпоту удаётся проявить себя с положительной стороны при атаке на ресторан Марони, в которой не всё так просто. |            |                                                                            |                |                      |                  |                     |
| 5 | 5          | «Гадюка» «Viper»                                                           | Тим Хантер     | Ребекка Перри Каттер | 20 октября 2014  | 6,09                |
| Брюс пытается выявить связь членов правления «Уэйн Энтерпрайзис» с проектом «Аркхем», который также поддерживает Фальконе. Бездомные распространяют на улицах новый наркотик «Гадюка», дающий суперспособности. Марони планирует ограбление казино Фальконе, в чём ему помогает Освальд. |            |                                                                            |                |                      |                  |                     |
| 6 | 6          | «Дух Козла» «Spirit of the Goat»                                           | Ти Джей Скотт  | Бен Эдлунд           | 27 октября 2014  | 5,89                |
| Город накрывают убийства первенцев местной элиты, несмотря на то, что ещё 10 лет назад Буллок со своим тогдашним напарником Диксом покончили с практиковавшим подобное серийным маньяком. Монтойя и Аллен наконец находят свидетелей убийства Кобблпота Джеймсом Гордоном, и готовятся арестовать коллегу. Эдвард Нигма влюбляется в сотрудницу архива полиции Кристен Крингл, но та не отвечает ему взаимностью. |            |                                                                            |                |                      |                  |                     |
| 7 | 7          | «Зонт Пингвина» «'Penguin's Umbrella'»                                     | Роб Бейли      | Бруно Хеллер         | 3 ноября 2014    | 6,63                |
| Противостояние между Марони и Фальконе выходит на новый уровень. Кобблпот раскрывает новый элемент своей стратегии, заставляя Гордона разбираться с последствиями решения сохранить ему жизнь. |            |                                                                            |                |                      |                  |                     |
| 8 | 8          | «Маска» «The Mask»                                                         | Пол А. Эдвардс | Джон Стивенс         | 10 ноября 2014   | 6,35                |
| Гордон и Буллок расследуют дело Ричарда Сиониса, организовавшего бои на смерть для желающих работать в его финансовой фирме. Между тем Брюс возвращается в школу, и к нему приходит новый друг. |            |                                                                            |                |                      |                  |                     |
| 9 | 9          | «Харви Дент» «Harvey Dent»                                                 | Карен Гавиола  | Кен Вудрафф          | 17 ноября 2014   | 6,49                |
| Гордон объединяется с помощником окружного прокурора Харви Дентом, чтобы найти убийцу Уэйнов. При переводе из тюрьмы Блэкгейт русскими был похищен пироманьяк, за счёт которого планируется ограбление хранилища Фальконе. По просьбе Гордона, Кошка переселяется в особняк Уэйнов. |            |                                                                            |                |                      |                  |                     |
| 10 | 10         | «Лавкрафт» «LoveCraft»                                                     | Гай Ферленд    | Ребекка Дэмерон      | 24 ноября 2014   | 6,05                |
| В особняк Уэйнов попадают наемные убийцы с целью убить Кошку. Селина и Брюс сбегают. Гордон идет по следам Лавкрафта, подозреваемого в найме убийц, а Харви и Альфред работают сообща в поисках пропавших детей. |            |                                                                            |                |                      |                  |                     |
| 11 | 11         | «Галерея преступников» «'Rogue's Gallery'»                                 | Оз Скотт       | Сью Чанг             | 5 января 2015    | 7,06                |
| После смерти Лавкрафта Джеймс Гордон переведён на должность охранника в Аркеме, где с помощью доктора Лесли Томпкинс (Морена Баккарин) расследует серию нападений на местных заключённых. На фоне этого Муни продолжает прорабатывать план по свержению Дона Фальконе. Гордон с помощью Буллока и Эссен находят виновного в нападениях, которым оказывается пациент Аркема Джек Грубер (Кристофер Хейердал). Но последнему удаётся сбежать из больницы со своим напарником Аароном Данцигом, попутно убив несколько охранников и директора лечебницы. |            |                                                                            |                |                      |                  |                     |
| 12 | 12         | «Что напела маленькая птичка» «What The Little Bird Told Him»              | Эгиль Эгилссон | Бен Эдлунд           | 19 января 2015   | 6,50                |
| Грубер и Данциг возвращаются в Готэм, чтобы отплатить по старым долгам. Джеймс Гордон обещает поймать их за 24 часа, для чего его восстанавливают в должности детектива. Фальконе узнает, что за похищением Лайзы стоит Муни, которая в обмен на передачу ей власти готова даровать ему спокойную жизнь с Лайзой вне Готэма. Кобблпот информирует патрона, что девушка работает на Фиш, чем сильно влияет на итоги встречи двух преступных боссов. |            |                                                                            |                |                      |                  |                     |
| 13 | 13         | «С возвращением, Джим Гордон» «Welcome Back, Jim Gordon»                   | Венди Станцлер | Меган Мостин-Браун   | 26 января 2015   | 6,04                |
| Фиш Муни подвергают пыткам подручные Фальконе, и лишь действия Бутча позволяют ей обрести свободу. В полицейском участке убивают свидетеля убийства, выводившего на коррумпированного полицейского Арнольда Фласса. Доказать его виновность берётся Гордон. Гилзин и Муни решают проведать принадлежащий ей ночной клуб, в котором уже хозяйничает Освальд Кобблпот. |            |                                                                            |                |                      |                  |                     |
| 14 | 14         | «Страшный доктор Крейн» «The Fearsome Dr. Crane»                           | Джон Беринг    | Джон Стивенс         | 2 февраля 2015   | 5,79                |
| Джеймс Гордон и Харви Буллок расследуют серийные убийства, жертвами которых становятся участники группы поддержки, страдающие от различных фобий. Брюс освобождает Джеймса от обещания найти убийц своих родителей. Марони узнает от Фиш Муни о двойной игре Кобблполта, и решает проверить его истинную верность. Эдвард Нигма после своего отстранения из-за судмедэксперта Гуэрра подставляет его, и после увольнения своего оппонента возвращается в штат. Гордон сообщает Лесли Томпкинс об открывшейся вакансии. Муни пытается уплыть из Готэма, но судно подвергается нападению наёмников. |            |                                                                            |                |                      |                  |                     |
| 15 | 15         | «Пугало» «The Scarecrow»                                                   | Ник Копус      | Кен Вудрафф          | 9 февраля 2015   | 5,63                |
| Чтобы найти и обезвредить Джеральда Крейна, Буллок и Гордон начинают активно изучать его прошлое. Доктор Томпкинс начинает работу в полицейском участке Готэма. Дон Марони после переговоров с Фальконе приостанавливает охоту на Кобблпота до того момента, пока жив его патрон. Фиш Муни попадает в тюрьму, где ей снова придётся доказать своё право на власть. |            |                                                                            |                |                      |                  |                     |
| 16 | 16         | «Слепой провидец» «The Blind Fortune Teller»                               | Джеффри Хант   | Бруно Хеллер         | 16 февраля 2015  | 6,19                |
| Гордон и Лесли Томпкинс расследуют убийство женщины в цирковой труппе, в которой существует давняя семейная вражда между семьями Грейсонов и Ллойдов (семьи родителей Дика Грейсона). Барбара возвращается домой и узнаёт, что Гордон там больше не живёт. Пингвин занимается раскруткой собственного ночного клуба. Фиш получает власть в тюрьме и планирует побег. Брюс Уэйн добивается встречи с советом директоров компании своей семьи, и ставит их перед фактами их преступной деятельности. |            |                                                                            |                |                      |                  |                     |
| 17 | 17         | «Красный колпак» «Red Hood»                                                | Нейтан Хоуп    | Дэнни Кэннон         | 23 февраля 2015  | 6,53                |
| Группа преступников начинает грабить местные банки, в ходе своих преступлений используя нестандартные приёмы. В поместье Уэйнов приходит сослуживец Альфреда Реджинальд Пейн, которому требуется помощь. Бутч помогает Освальду с проблемами при управлении клубом. Фиш добивается встречи с руководством тюрьмы, и узнает истинное предназначение её узников. |            |                                                                            |                |                      |                  |                     |
| 18 | 18         | «У каждого есть свой Кобблпот» «Everyone Has A Cobblepot»                  | Билл Иглз      | Меган Мостин-Браун   | 2 марта 2015     | 6,10                |
| Арнольд Фласс был признан невиновным при активном участии комиссара Лоуба, имеющего компромат на всех полицейских города. Джеймс Гордон решает покончить с этим шантажом, ради чего объединяет усилия с Харви Дентом. Фиш Муни встречается с доктором Кукольником, занимающимся нелегальной трансплантологией, и готова стать его новым партнёром в этом бизнесе. Ради получения компромата Лоуба, Гордону приходится снова обратиться к Кобблпоту. Эдвард Нигма узнаёт, что у Кристен Крингл есть возлюбленный — полицейский Том Догерти. |            |                                                                            |                |                      |                  |                     |
| 19 | 19         | «Хищники» «Beasts of Prey»                                                 | Эгиль Эгилссон | Кен Вудрафф          | 13 апреля 2015   | 4,50                |
| Детектив Гордон по просьбе своего коллеги берётся за расследование убийства молодой девушки. Брюс начинает поиски Реджинальда с помощью Селины, и последний называет своих заказчиков — совет директоров «Wayne Enterprises». Буллок с помощью Нигмы осознаёт, что за убийствами стоит серийный убийца «Огр», жертвами которого становятся и близкие полицейских, занимавшихся его поимкой. Освальд пытается приобрести бар, на который имеет собственные цели. Фиш Муни удаётся сбежать с острова, где находится клиника Кукольника. |            |                                                                            |                |                      |                  |                     |
| 20 | 20         | «Под ножом» «Under the Knife»                                              | Ти Джей Скотт  | Джон Стивенс         | 20 апреля 2015   | 4,44                |
| Пока детективы начинают изучать дело первой жертвы «Огра», тот в телефонном звонке Гордону требует остановить расследование. Брюс и Селина отправляются на благотворительный бал корпорации с тайной целью. Марони посещает клуб Кобблпота и сообщает матери последнего об истинном обличье её сына. Освальд во всю готовится расправиться с бывшим благодетелем. Желая защитить Кристен Крингл от насилия Догерти, Нигма по случайности пронзает Догерти ножом, отчего переживает психотический разрыв. Гордону удаётся выяснить истинную личность маньяка и его новую цель - Барбару Кин. |            |                                                                            |                |                      |                  |                     |
| 21 | 21         | «Между наковальней и молотом» «The Anvil or the Hammer»                    | Пол А. Эдвардс | Джордан Харпер       | 27 апреля 2015   | 4,58                |
| «Огр» признаётся Барбаре в своих истинных чувствах и предлагает назвать новую жертву, иначе ею станет она сама. Чтобы покончить с маньяком, Гордону приходится снова обратиться к Кобблпоту. Нигма избавляется от трупа Догерти в полицейской лаборатории, и сочиняет для Крингл письмо от его имени, чтобы исчезновение возлюбленного не удивило её. Организованное Освальдом покушение на Марони пошло не по плану, и вызывает полноценную войну между Марони и Фальконе. |            |                                                                            |                |                      |                  |                     |
| 22 | 22         | «Все счастливые семьи похожи друг на друга» «All Happy Families Are Alike» | Дэнни Кэннон   | Бруно Хеллер         | 4 мая 2015       | 4,93                |
| Фиш Муни возвращается в Готэм, где находит неожиданного союзника. Война между Марони и Фальконе достигает пика, и Джеймсу Гордону приходится принять сторону в этом конфликте. Барбара начинает проходить лечение у доктора Томпкинс. Кристен Крингл находит в письме от Догерти подсказку, приводящую к Эдварду Нигме. |            |                                                                            |                |                      |                  |                     |

### Сезон 2 (2015—16)
Первая половина второго сезона носит название «Восстание злодеев», а вторая — «Гнев злодеев».
| № общий | № в сезоне | Название                                                    | Режиссёр        | Автор сценария                   | Дата премьеры    | Зрители в США (млн) |
| --- | ---------- | ----------------------------------------------------------- | --------------- | -------------------------------- | ---------------- | ------------------- |
| 23 | 1          | «Будь ты проклят, если сделаешь это» «Damned If You Do»     | Дэнни Кэннон    | Бруно Хеллер                     | 21 сентября 2015 | 4,57                |
| Комиссар Лоуб понижает Гордона в должности, а Буллок уходит в отставку. Но Джеймс по-прежнему желает уничтожить коррупцию в местной полиции, ради чего обращается за помощью к Кобблпоту. Нескольких заключённых Аркема (включая Барбару) похищают и доставляют из лечебницы к миллионеру Тео Галавану. Брюс и Альфред обнаружили секретную комнату в поместье, где находят послание Томаса Уэйна сыну. |            |                                                             |                 |                                  |                  |                     |
| 24 | 2          | «Тук-тук» «Knock, Knock»                                    | Роб Бейли       | Кен Вудрафф                      | 28 сентября 2015 | 4,65                |
| Уэйн пытается получить доступ к компьютеру своего отца, для чего, после конфликта с Альфредом, обращается к Люциусу Фоксу. Тео Галаван похищает мэра и создаёт из похищенных заключённых Аркема банду «Маньяки» во главе с Джеромом Валеска. Первым делом они скидывают с крыши издательства связанных людей с написанными на их телах буквами которые потом складываются в слово «Маньяки», когда же один «запасной» человек остаётся Джером пишет на нём «!» и тоже скидывает с крыши. Следующим делом Маньяки собираются взорвать автобус но Гордон им этого не позволяет. Затем Джером нападает на полицейский участок, убивает девять человек и комиссара. |            |                                                             |                 |                                  |                  |                     |
| 25 | 3          | «Последний смех» «The Last Laugh»                           | Эгиль Эгилссон  | Джон Стивенс                     | 5 октября 2015   | 4,33                |
| После налёта на участок Гордон и Буллок начинают активные поиски Джерома. В это время Тео Галаван начинает вторую фазу своего плана, для чего устраивает благотворительный вечер. |            |                                                             |                 |                                  |                  |                     |
| 26 | 4          | «Ударный отряд» «Strike Force»                              | Дэнни Кэннон    | Ти Джей Скотт                    | 12 октября 2015  | 4,17                |
| Новый комиссар Натаниэль Барнс провозглашает своей целью очистку полиции и борьбу с коррупцией, для чего объединяет усилия с Гордоном и создаёт специальный отряд. Тео Галаван выдвигает свою кандидатуру на пост мэра Готэма. Имея с помощью шантажа власть над Освальдом Кобблпотом, он приказывает тому начать физическое устранение других кандидатов. Последовав совету своего альтер эго, Эдварду Нигме удаётся пригласить на свидание Кристен Крингл. |            |                                                             |                 |                                  |                  |                     |
| 27 | 5          | «Скарификация» «Scarification»                              | Билл Иглс       | Джордан Харпер                   | 19 октября 2015  | 4,19                |
| Тео Галаван поручает Кобблпоту сжечь несколько зданий «Уэйн Энтерпрайзис» и забрать расположенный там артефакт. Для этого преступный авторитет обращается к семье поджигателей Пайк. Гордон отказывается поддержать кандидатуру Тео на выборах мэра. Заинтересовавшись судьбой украденного артефакта, Освальд открывает для себя важные детали истории Готэма и мотивах Галаванов. |            |                                                             |                 |                                  |                  |                     |
| 28 | 6          | «От огня» «By Fire»                                         | Ти Джей Скотт   | Ребекка Перри Каттер             | 26 октября 2015  | 4,32                |
| Селина Кайл решает помочь Бриджит Пайк, которую из-за случайного убийства полицейского ищет Гордон. Освальд засылает Бутча Гилзина в стан Галаванов, чтобы узнать местонахождение своей матери. Нигма признаётся своей возлюбленной в убийстве Тома Догерти. Тео предлагает Брюсу помочь в борьбе с коррупцией в «Уэйн Энтерпрайзис». |            |                                                             |                 |                                  |                  |                     |
| 29 | 7          | «Маменькино маленькое чудовище» «'Mommy's Little Monster'»  | Кеннет Финк     | Роберт Халл                      | 2 ноября 2015    | 4,27                |
| Бутч Гилзин приводит Освальда к его матери, но там их уже ждут. Галаван избирается мэром Готэма. После смерти Кристен Эдвард Нигма снова сталкивается со своим альтер эго. |            |                                                             |                 |                                  |                  |                     |
| 30 | 8          | «Сегодня ночью» «'Tonight's the Night'»                     | Джеффри Хант    | Джим Барнс                       | 9 ноября 2015    | 4,11                |
| Тео Галаван разрешает Барбаре Кин убить Гордона. В ходе поездки за город с целью тайно похоронить Кристен Крингл Эдвард Нигма встречает старого знакомого. Галаван предлагает Брюсу выкупить его долю в «Уэйн Энтерпрайзис» в обмен на информацию об исполнителе и конечных заказчиках убийства его родителей. |            |                                                             |                 |                                  |                  |                     |
| 31 | 9          | «Горькая пилюля» «A Bitter Pill to Swallow»                 | Луис Шоу Милито | Меган Мостин-Браун               | 16 ноября 2015   | 4,35                |
| Желая отомстить за искалеченную Барбару, Табита Галаван нанимает киллеров для убийства Джеймса Гордона. Эдвард Нигма помогает Кобблпоту пережить смерть матери. В Готэм прибывают члены Священного Ордена Святого Дюма. |            |                                                             |                 |                                  |                  |                     |
| 32 | 10         | «Сын Готэма» «The Son of Gotham»                            | Роб Бейли       | Джон Стивенс                     | 23 ноября 2015   | 4,00                |
| Брюса и Сильвер похищают преступники с целью узнать имя убийцы четы Уэйнов. Джеймс Гордон и Харви Буллок расследуют новые убийства и похищения, совершаемые людьми в монашеской одежде. Тео Галавана выпускают из под ареста после того, как мэр Джеймс меняет свои показания, обвиняя во всех своих бедах Пингвина. Лесли Томпкинс обнаруживает исчезновение Кристен Крингл. |            |                                                             |                 |                                  |                  |                     |
| 33 | 11         | «Хуже, чем преступление» «Worse Than a Crime»               | Джеффри Хант    | Бруно Хеллер                     | 30 ноября 2015   | 4,51                |
| Джеймс Гордон объединяется с Пингвином, чтобы противостоять Галавану. Ли Томпкинс признается Гордону, что она беременна, и просит уехать вместе с ней из Готэма. Брюс находится в заточении у Галавана, в то время как монахи готовятся к ритуалу, где главной жертвой станет Брюс. Сильвер пытается вернуть доверие Брюса. |            |                                                             |                 |                                  |                  |                     |
| 34 | 12         | «Мистер Фриз» «Mr. Freeze»                                  | Ник Копус       | Кен Вудрафф                      | 29 февраля 2016  | 4,12                |
| Спустя несколько месяцев после гибели Галавана Гордона вызывают на допрос по этим событиям, а Пингвина арестовывают. Они оба идут на обман, называя убийцей Кобблпота и отрицая причастность полицейского. Гордон восстанавливается в должности, а Освальда после чистосердечного признания в сумасшествии отправляют на психиатрическое лечение в Аркем, где преступника встречает профессор Хьюго Стрейндж. Контроль над активами Кобблпота берёт Бутч Гилзин. Гордон и Буллок начинают поиск убийцы, не зная, что за этим стоит учёный Виктор Фрайс. Он экспериментирует над заморозкой и разморозкой людей для спасения своей тяжелобольной жены Норы. В итоге полиция находит его лабораторию и увозит жену, в то время как испытатель смог найти идеальную пропорцию, чем привлёк внимание Стрейнджа.                                                                      |            |                                                             |                 |                                  |                  |                     |
| 35 | 13         | «Мертвец не чувствует холода» «A Dead Man Feels No Cold»    | Эгиль Эгилссон  | Сет Бостон                       | 7 марта 2016     | 4,54                |
| Профессор Стрейндж применяет интенсивные методы лечения для снижения агрессии у Освальда Кобблпота. Узнав, что Нору доставили в Аркем, Фрайс в ходе налёта выкрадывает свою супругу вместе с доктором Томпкинс, в чём ему тайно помогает Хьюго. Брюс Уэйн считает, что нашёл истинного убийцу своих родителей — Патрика «Мэтчса» Мэллоуна. Виктор планирует заморозить свою жену, которая, чувствуя вину за убитых мужем людей, тайно заменяет капсулу. В итоге её тело разломилось на части, после чего Фрайс замораживает сам себя. Официально учёный считается мёртвым, но в реальности он попал в Индиан-Хилл к профессору Стрейнджу, где его смогли вернуть к жизни в обмен на вечное существование при минусовой температуре. |            |                                                             |                 |                                  |                  |                     |
| 36 | 14         | «Этот шар грязи и подлости» «This Ball of Mud and Meanness» | Джон Беринг     | Джордан Харпер                   | 14 марта 2016    | 4,01                |
| Селина даёт Брюсу пистолет, после чего он направляется на поиски Мэллоуна вместе с Альфредом. Гордон с подачи Лесли начинает интересоваться судьбой Кристен Крингл. Хьюго Стрейнджу удаётся лишить Кобблпота агрессии, закрепив результат несколькими тестами. Брюс наедине встречается с наёмным убийцей Мэллоуном, который отказывается называть имена заказчиков и просит убить его. Эдвард Нигма, подозревая, что Гордон тайно работает над делом об исчезновении Кристен Крингл, решает перехитрить его. Освальда Кобблпота втайне от полиции признают вменяемым и выпускают на свободу. |            |                                                             |                 |                                  |                  |                     |
| 37 | 15         | «Безумный серый рассвет» «Mad Grey Dawn»                    | Ник Копус       | Роберт Халл                      | 21 марта 2016    | 3,89                |
| Выйдя на свободу, Освальд пытается вернуться в прежнее окружение, но оказывается никому не нужным. Внутренний отдел вновь начинает изучать убийство Галавана из-за анонимного звонка с описанием деталей преступления и участием в нём Гордона. На могиле матери Кобблпот встречает Элайджу Ван Даль, который оказывается его отцом. Чтобы Гордон не смог внимательно изучить исчезновение Крингл, Нигма начинает совершать преступления, оставляя на местах загадки, позволяющие вычислить новое место злодеяний. Селина Кайл учит Брюса жизни на городских улицах. Ван Даль принимает Кобблпота в свою семью. Нигма убивает полицейского, от имени которого тайно сообщил о роли Гордона в убийстве Галавана, и оставляет на месте убийства улики для обвинения в этом преступлении Джеймса Гордона. Суд признает детектива виновным и отправляет в тюрьму Блэкгейт на 40 лет. |            |                                                             |                 |                                  |                  |                     |
| 38 | 16         | «Узники» «Prisoners»                                        | Скотт Уайт      | Дэнни Кэннон                     | 28 марта 2016    | 3,82                |
| Начальник тюрьмы, желая отомстить Гордону за своего друга Лоуба, переводит его в общую камеру в другом тюремном блоке, где сидят ранее посаженные детективом преступники. Буллок решает спасти друга, обратившись за помощью к Кармайну Фальконе. Освальд открывает своему отцу преступное прошлое, но тот прощает его. У Лесли Томпкинс случается выкидыш, и она покидает город. Элайджа Ван Даль готовится изменить завещание в пользу Освальда, из-за чего его жена и дети решают отравить нового родственника. |            |                                                             |                 |                                  |                  |                     |
| 39 | 17         | «Чем дальше в лес» «Into the Woods»                         | Оз Скотт        | Ребекка Перри Каттер             | 11 апреля 2016   | 3,71                |
| Чтобы очистить своё имя, Гордон похищает запись анонимного звонка, из-за которого возобновили расследование, и направляется к Эдварду Нигме за помощью в её расшифровке, после чего понимает его истинную роль в прошедших событиях. Нигма, поддавшись на провокацию Джеймса, выводит того к месту в лесу, где захоронена Крингл. Около её могилы он раскрывает истинные мотивы своего преступления, после чего его ловит полиция. Гордон не готов вернуться в полицию, пока не выполнит обещание, данное Брюсу. Барбара Кин выходит на свободу, хотя и не проявила признаков выздоровления. После смерти Элайджы его родственники держат Кобблпота на положении слуги, вскоре он догадывается о насильственном характере ухода отца на тот свет. |            |                                                             |                 |                                  |                  |                     |
| 40 | 18         | «Пайнвуд» «Pinewood»                                        | Джон Стивенс    | Роберт Халл и Меган Мостин-Браун | 18 апреля 2016   | 3,72                |
| Брюс Уэйн, Люциус Фокс, и Альфред Пенниуорт изучают секретные файлы на компьютере Томаса Уэйна, чтобы найти его убийцу. Барбара Кин находит Гордона, с которым пытается безрезультатно помириться. В ходе общения со своей бывшей, Джеймс узнаёт имя заказчика убийства Томаса и Марты Уэйн, который называет себя Философом. Брюс и Альфред с помощью компьютера выходят на Карен Дженнингс, бывшую заключённую Блэкгейт и участницу секретного проекта «Уэйн Энтерпрайзис» Химера. Она готова опознать Философа, но её убивает Виктор Фрайс. После смерти Дженнингса, Люциус Фокс обнаруживает, что Хьюго Стрейндж и является Философом. В это время в Аркеме воскрешают из мёртвых Тео Галавана под именем «Азраил». |            |                                                             |                 |                                  |                  |                     |
| 41 | 19         | «Азраил» «Azrael»                                           | Лариса Кондраки | Джим Барнс и Кен Вудрафф         | 2 мая 2016       | 3,59                |
| Гордон и Брюс расспрашивают Хьюго Стрейнджа о проекте Химера, после чего Азраила направляют устранить любопытного копа. Нигма предлагает помочь руководству Аркема с Гордоном, но получает отказ. Барнс сообщает полицейским, что для ареста Стрейнджа недостаточно улик. Азраил совершает неудачное покушение на Гордона, в ходе которого удаётся запечатлеть лицо покушавшегося. Нигма обнаруживает в подвале больницы проект Индиан-Хилл. |            |                                                             |                 |                                  |                  |                     |
| 42 | 20         | «Сорвавшийся с цепи» «Unleashed»                            | Пол А. Эдвардс  | Дэнни Кэннон                     | 9 мая 2016       | 3,67                |
| Гордон вместе с Буллоком и командой полиции прибывает в Аркем для обыска в кабинете Стрейнджа. После увиденного в Индиан-Хилл, Нигма решает сбежать из клиники. Пока Барнс проходит лечение, его обязанности исполняет Буллок. Брюс решает проникнуть в Аркем вместе с Селиной, которая хочет спасти Бриджит Пайк. Азраил находит фамильный меч семейства Дюма, после чего приходит за Брюсом, которого спасает меткий выстрел Бутча Гилзина из гранатомёта. |            |                                                             |                 |                                  |                  |                     |
| 43 | 21         | «Легион ужаса» «A Legion of Horribles»                      | Роб Бейли       | Джордан Харпер                   | 16 мая 2016      | 3,84                |
| Селине удаётся завоевать доверие Бриджит, в разум которой за время лечения были внедрены новые воспоминания. Хьюго удаётся воскресить человека с полным сохранением памяти, счастливчиком оказывается Фиш Муни. Брюс вместе с Джеймсом и Люциусом прибывают в лечебницу, чтобы ознакомиться с результатами экспериментов Стрейнджа, но вскоре попадают в плен. Уэйн и Фокс попадают на допрос к Эдварду Нигме, а Гордона приводят к профессору и подопытному Базилю. |            |                                                             |                 |                                  |                  |                     |
| 44 | 22         | «Перевозка» «Transference»                                  | Эгиль Эгилссон  | Бруно Хеллер                     | 23 мая 2016      | 3,62                |
| Базиль, принявший облик Гордона, возвращается в полицейский участок. Стрейндж готовится взорвать клинику, переведя пациентов в безопасное место. Барбара догадывается о фальшивой сущности Базиля. Муни с помощью внедрённой способности получает возможность контролировать человека. Стрейндж получает приказ от своей заказчицы запустить бомбу, которую удаётся отключить Гордону и Фоксу с помощью Нигмы. Хьюго Стрейнджа арестовывают, Гордон отправляется на поиски Ли Томпкинс, а Буллок становится главой полиции. Фиш удаётся сбежать на свободу, где она встречает Кобблпота и его людей. Брюс решает найти тайное общество, так сильно желающее ему смерти. В конце серии жертвы аркемских экспериментов по случайности оказываются на свободе, среди них есть полная копия Брюса Уэйна.                                                                             |            |                                                             |                 |                                  |                  |                     |

### Сезон 3 (2016—17)
Первые 14 эпизодов носят название «Безумный город», а остальная часть сезона называется «Герои восстали».
| № общий | № в сезоне | Название                                                                   | Режиссёр            | Автор сценария                   | Дата премьеры    | Зрители в США (млн) |
| --- | ---------- | -------------------------------------------------------------------------- | ------------------- | -------------------------------- | ---------------- | ------------------- |
| 45 | 1          | «Лучше править в аду...» «Better to Reign in Hell...»                      | Дэнни Кэннон        | Джон Стивенс                     | 19 сентября 2016 | 3,90                |
| Спустя шесть месяцев после последнего появления Фиш Муни Гордон находит Ли, однако она уже не одна. Тогда он становится охотником за головами, разыскивающим беглецов Индиан-Хилл. Кобблпот заявляет перед прессой, что Фиш жива и управляет беглецами, и навещает Нигму в клинике Аркем, предполагая, что у Фиш есть скрытый мотив. Таинственный двойник Брюса скрывается на улицах Готэм-сити и узнает о личности Брюса от Айви, которая принимает его за юного Уэйна. Гордон, с помощью репортера Валери Вейл (Джейми Чон), разыскивает помощника Стрейнджа Этель Пибоди, но её похищает и убивает Фиш. Банда Фиш ловит Айви, которая шпионила за ними, но она бежит и падает в канализационную трубу после прикосновения члена банды, который может ускорить процесс старения человека. Брюс и Альфред созывают совет директоров Wayne Enterprises, где Брюс угрожает обнародовать свои доказательства о существовании тайного совета, группы людей, нанявшей Хьюго Стрейнджа, если они не свяжутся с ним. Суд Сов посылает Тейлона, чтобы похитить Брюса.                                                                    |            |                                                                            |                     |                                  |                  |                     |
| 46 | 2          | «Сжечь ведьму» «Burn the Witch»                                            | Дэнни Кэннон        | Кен Вудрафф                      | 26 сентября 2016 | 3,54                |
| Брюс предстаёт перед Кэтрин, высокопоставленным членом Суда Сов, которую, как оказалось, он встречал раньше на приёмах и других мероприятиях Wayne Enterprises. Брюс решает заключить сделку с Судом, чтобы обезопасить себя и своих близких, пусть за безопасность и придется дорого заплатить. Айви выносит на берег уже повзрослевшей девушкой. Фиш захватывает Буллока и использует свои силы, чтобы заставить его привести её к секретному убежищу, где держат Стрейнджа. Гордон заключает сделку с Фиш: он поможет ей сбежать со Стрейнджем из оцепления прибывшей полиции, если она отпустит Буллока. Выбравшись из здания, Фиш натыкается на Кобблпота. Толпа врывается в убежище и убивает некоторых приспешников Фиш. Валери навещает Гордона и раскрывает его соглашение с Фиш, и они разделяют поцелуй. Двойник Брюса врывается в поместье Уэйнов. Ли возвращается в Готэм. |            |                                                                            |                     |                                  |                  |                     |
| 47 | 3          | «Смотрите мне в глаза» «Look Into My Eyes»                                 | Роб Бейли           | Дэнни Кэннон                     | 3 октября 2016   | 3,19                |
| Гипнотизёр Джервис Тетч прибывает в Готэм, где занимается поисками своей пропавшей сестры Алисы, у которой есть особые способности. Он нанимает Гордона для поисков её, но вскоре выясняется, что у Джервиса есть свои собственные тайны, которые, по его мнению, не должны быть раскрыты. Двойник Брюса снова нарушает покой города, а Освальд выставляет свою кандидатуру на пост мэра Готэма. |            |                                                                            |                     |                                  |                  |                     |
| 48 | 4          | «Рассвет нового дня» «New Day Rising»                                      | Эгиль Эгилссон      | Роберт Халл                      | 10 октября 2016  | 3,42                |
| Пингвин становится новым мэром Готэма и теперь его власть не ограничена. Джеймс смог отыскать Алису и теперь он собирается сдать её в полицию и получить вознаграждение. Двойник Брюса начинает использовать свою внешность в преступных целях — он выдаёт себя за наследника семьи Уэйнов, а Альфред и Брюс спешат найти его. |            |                                                                            |                     |                                  |                  |                     |
| 49 | 5          | «Всё для тебя» «Anything for You»                                          | Ти Джей Скотт       | Дениз Те                         | 17 октября 2016  | 3,32                |
| Преступность и Готэм — будто одно целое, поэтому Пингвину не так просто сдержать свои обещания городу. К тому же, рядом с новым мэром разворачивается политическо-криминальная борьба с участием Красных Колпаков. Брюс начинает искать Айви. |            |                                                                            |                     |                                  |                  |                     |
| 50 | 6          | «Следуй за белым кроликом» «Follow the White Rabbit»                       | Нейтан Хоуп         | Стивен Лилиен и Брайан Винбрандт | 24 октября 2016  | 3,48                |
| Безумный Шляпник втягивает Джима Гордона в манипулятивную игру, вынуждая его принимать жестокие решения в вопросах жизни и смерти. Между тем, отношения Пингвина и Нигмы развиваются, и знакомое лицо возвращается в жизнь Нигмы. |            |                                                                            |                     |                                  |                  |                     |
| 51 | 7          | «Красная королева» «Red Queen»                                             | Скотт Уайт          | Меган Браун                      | 31 октября 2016  | 3,16                |
| Джиму Гордону, отравленному Безумным Шляпником, предстоит психоделическая поездка, в которой он должен противостоять своему прошлому, настоящему и будущему. Тем временем, Пингвин борется с новыми отношениями Нигмы. |            |                                                                            |                     |                                  |                  |                     |
| 52 | 8          | «Кровавая гонка» «Blood Rush»                                              | Роб Бейли           | Цзы Чунь                         | 7 ноября 2016    | 3,52                |
| Капитан Барнс начинает ощущать последствия недавнего инцидента и сходить с ума. Между тем Кармайн Фальконе устраивает помолвку своего сына Марио и Лесли Томпкинс. |            |                                                                            |                     |                                  |                  |                     |
| 53 | 9          | «Палач» «The Executioner»                                                  | Джон Беринг         | Кен Вудрафф                      | 14 ноября 2016   | 3,63                |
| Гордон и Буллок начинают подозревать Барнса и обнаруживают доказательства убийства на вечеринке по случаю помолвки Лесли и Марио. Нигма идёт к Пингвину, когда он не получает никакой весточки от Изабеллы. Айви навлекает неприятности на Селину и Брюса, появившись перед ними в своём новом виде. |            |                                                                            |                     |                                  |                  |                     |
| 54 | 10         | «Бомба замедленного действия» «Time Bomb»                                  | Haнeлe М. Калпеппер | Роберт Халл                      | 21 ноября 2016   | 3,44                |
| Накануне репетиционного банкета Лесли и Марио сталкиваются с угрозой — кто-то подрывает автомобиль, в котором они должны были ехать, и Фальконе приходит к Джиму за помощью. Тем временем, Нигма планирует отомстить убийце Изабеллы, а Брюс узнает больше о Суде Сов. |            |                                                                            |                     |                                  |                  |                     |
| 55 | 11         | «Остерегайтесь зеленоглазого монстра» «Beware the Green-Eyed Monster»      | Дэнни Кэннон        | Джон Стивенс                     | 28 ноября 2016   | 3,37                |
| Заражённый кровью Алисы Тетч, Марио клянётся сделать так, чтобы Ли ненавидела Гордона: подстроив ряд событий, старается убедить её в намерении Гордона сорвать свадьбу. План срабатывает, и, как раз перед свадьбой, она клянётся никогда не видеть Гордона. Во время медового месяца сумасшедший Марио пытается убить Ли, но Гордон приходит и убивает его, приводя Ли в шок. Барбара сообщает Нигме, что Кобблпот убил Изабеллу, потому что он влюблен в него; после проверки этой информации Барбара и Нигма планируют предать Кобблпота и узурпировать власть в городе: и в политике, и в криминальной сфере. Брюс, Селина, и Альфред используют ключ, чтобы открыть хранилище Суда Сов и украсть его содержимое — статую хрустальной совы, но их перехватывает Тейлон. Появляется мать Селины и помогает им убить Тейлона. |            |                                                                            |                     |                                  |                  |                     |
| 56 | 12         | «Призраки» «Ghosts»                                                        | Эгиль Эгилссон      | Дэнни Кэннон                     | 16 января 2017   | 3,69                |
| В результате смерти Марио Фальконе посылает Зсазса убить Гордона; тем не менее, после того, что вирус сделал с Барнсом, Ли понимает, что Гордон, возможно, был прав и уговаривает Фальконе об отмене приказа. Расстроенный призрачными видениями своего отца, Кобблпот оскорбляет граждан Готэма в интервью и убивает своего заместителя начальника штаба, не зная, что Нигма задумал низвергнуть его таким образом. Селина примиряется со своей матерью Марией (Ивана Миличевич) после 11 лет разлуки, но позже узнаёт, что Мария должна принести деньги Коулу Клемонсу. В попытке повторить успех Стрейнджа с воскрешением людей, Дуайт Поллард (Давид Дастмалчян), экс-сотрудник Индиан-Хилл, привлекает внимание полиции. |            |                                                                            |                     |                                  |                  |                     |
| 57 | 13         | «Улыбайся от всей души» «Smile Like You Mean It»                           | Олатунде Осунсанми  | Стивен Лилиен и Брайан Винбрандт | 23 января 2017   | 3,60                |
| Когда, казалось бы, реанимация терпит неудачу, Дуайт отрезает лицо Джерома и носит его в качестве маски, поскольку он принуждает культ фанатиков Джерома принимать станцию новостей. Полиция Готэма проникает к станции и останавливает культ, но Джером просыпается с опозданием в штаб-квартире полиции и похищает Дуайта. Нигма, Барбара и Табита манипулируют над Кобблпотом в веру, что другие лидеры преступного мира повернулись против него и взяли в плен Нигму. Брюс соглашается заплатить долг Марии Коулу, но Селина приходит в ярость, узнав о том, что все это было доводом "против", которым Мария и Коул управляли вместе, и что Брюс даже знал об этом, но не хотел, чтобы она знала горькую правду. После прикрепления своего лица, Джером выбивает власть Готэма, зажигая взрывчатку, закреплённую на теле Дуайта, вызывая охватившее весь город затемнение. |            |                                                                            |                     |                                  |                  |                     |
| 58 | 14         | «Нежное искусство наживать врагов» «The Gentle Art of Making Enemies»      | Луис Шоу Милито     | Сет Бостон                       | 30 января 2017   | 3,46                |
| После охватившего весь город затемнения, полиция Готэма изо всех сил пытается сдерживать беспорядки, совершённые последователями Джерома и случайными гражданами, которых охватил хаос. Джером возобновляет свой план похитить Брюса и представить его казнь на карнавале перед его последователями. Ударный отряд полиции Готэма, во главе с Гордоном и Буллоком, сопровождаемый Альфредом, прибывает, чтобы остановить Джерома и спасти Брюса. Брюс избегает своей смерти и нападает в доме зеркал на Джерома, которого позже побеждает Гордон и отсылает назад в клинику Аркем. Во время затемнения Освальд подвергается нападению Нигмы и почти убит одной из его тщательно продуманных ловушек, но Кобблпот сбегает с помощь сотрудника полиции. Барбара, Табита и Бутч похищают его и утверждают, что были в союзе с Нигмой все это время и никогда не планировали предать его. После того, как его привезли в порт, Нигма застреливает его и тут же он падает в воду, Гордон встречает своего Дядю Фрэнка (Джеймс Ремар), который является членом Суда Сов, которые промыли мозги двойнику Брюса и привели его в действие. |            |                                                                            |                     |                                  |                  |                     |
| 59 | 15         | «Как Загадочник получил своё имя» «How the Riddler Got His Name»           | Ти Джей Скотт       | Меган Мостин-Браун               | 24 апреля 2017   | 2,99                |
| Брюс пришёл к Селине из-за письма, которое она ему прислала, но это была не она, она отказывается с ним говорить и просит его держаться подальше от неё. После драки с Сонни Гилзином, двойник Брюса вкалывает Брюсу снотворное, после чего он просыпается в подземелье с видом на заснеженные горы, в то время как его двойник узурпирует его личность. Тем временем, Гордон воссоединяется со своим дядей Фрэнком, который пытается уговорить его стать членом Суда Сов, в то время как Нигма пытается создать себе имя, отправив полицию на гусиную погоню, а также выбирая Люциуса Фокса в качестве потенциального заклятого врага. Насмехаясь над галлюцинациями Пингвина, Нигма решает отпустить его и открывает свою новую персону как Загадочника. Тем временем, Пингвин просыпается в квартире Айви Пеппер после того, как выжил от огнестрельного ранения. |            |                                                                            |                     |                                  |                  |                     |
| 60 | 16         | «Эти нежные и тёмные навязчивые идеи» «These Delicate and Dark Obsessions» | Бенджамин Маккензи  | Роберт Халл                      | 1 мая 2017       | 3,02                |
| После полного выздоровления Кобблпот пытается создать армию, чтобы вернуть свою власть от Нигмы, Барбары, Табиты и Бутча. Он зовет Гейба помогать ему, но он предает его и пытается его продать, но Айви использует свои духи, чтобы спасти его, а Кобблпот убивает Гейба в возмездии. Тем временем, Шаман даёт галлюциногены Брюса, которые заставляют его пережить ночь убийства его родителей, и он после этого начинает своё обучение. Узнав, что оружие привозят в Готэм, Гордон начинает расследовать Суд Сов дальше и понимает, что его отца убил дядя Фрэнк. Тем не менее, Фрэнку было приказано убить Гордона, но он вместо этого совершает самоубийство, и Джим решает встретиться с Кэтрин. |            |                                                                            |                     |                                  |                  |                     |
| 61 | 17         | «Первобытная загадка» «The Primal Riddle»                                  | Майя Врвило         | Стивен Лилиен и Брайан Винбрандт | 8 мая 2017       | 3,03                |
| После того, как Барбаре рассказали о Суде Сов, Нигма идёт на вендетту, чтобы решить загадку о том, кто управляет Готэмом. Нигма похищает мэра Обри Джеймса и берёт его в заложники, передавая по телевидению угрожая положить конец его жизни в случае, если он не узнает личность Суда. Гордон устраивает встречу наедине с Нигмой в штаб-квартире полиции Готэма и убеждает Нигму отправить его в Суд. В обмен Гордон занимает место покойного Фрэнка Гордона в Суде; Кобблпот и Айви завербовали Виктора Фрайса и Бриджит Пайк для своей армии, которую он планирует использовать против Нигмы; двойник Брюса пытается завоевать доверие Альфреда и вынужден вытолкнуть Селину из окна в переулок, чтобы скрыть свою истинную сущность. |            |                                                                            |                     |                                  |                  |                     |
| 62 | 18         | «Осветите фитиль» «Light the Wick»                                         | Марк Тондерай       | Це Чун                           | 15 мая 2017      | 2,98                |
| Айви навещает Селину в больнице и использует свои растения, чтобы излечить её раны, и в конце концов она выздоравливает, прежде чем отправиться в поместье Уэйнов, чтобы убить двойника Брюса. Ли подчёркивает, что смерть Фрэнка считается убийством и пытается допросить Гордона, но затем подозревает, что Буллок и Люциус помогают ему, прежде чем уйти из полиции Готэма. При содействии Стрейнджа, которого удерживает Суд, Гордон обнаруживает, что Суд Сов намерен выпустить вирус Тетч на Готэм и незаметно работает с Освальдом, чтобы помешать группе людей получить ранения. Брюсу удаётся преодолеть свою ярость во время обучения, и Шаман считает его готовым вернуться в Готэм и принять его силу. Кобблпота заключают в тюрьму в штаб-квартире Суда с Нигмой; Барнса похищает Суд, и Кэтрин приказывает ему убить Гордона после того, как она узнаёт о его предательстве. |            |                                                                            |                     |                                  |                  |                     |
| 63 | 19         | «Все будут судимы» «All Will Be Judged»                                    | Джон Беринг         | Кен Вудрафф                      | 22 мая 2017      | 2,92                |
| Селина приходит в поместье Уэйнов и атакует клона, но Альфред останавливает её, прежде чем осознать идентичность клона через его неспособность чувствовать боль. Тем временем шаману удается очистить Брюса от боли, которую он чувствовал от смерти своих родителей, и поставил его под свой контроль, рассказав ему о своей миссии по уничтожению Суда. Кэтрин отправляет Барнса убить Джима, который обнаруживает, что кристальные совы, принадлежащие Суду, показывают чертежи отмеченных мест. Барнс преследует Джима, с нападением, ведущим к полицейскому участку Готэма. Джим и Альфред допрашивают Кэтрин о поисках Брюса, но Барнс обезглавливает её, прежде чем она сможет пролить какую-либо полезную информацию. Во время борьбы Джим умудряется пристрелить левое предплечье Барнса дробовиком; Барнс захвачен, но он снова убегает во время своей передачи. Говоря с Джервисом в Аркеме, Ли понимает, что она виновата, а Кобблпот и Нигма неохотно работают вместе, чтобы избежать суда. Несмотря на то, что Ли сумела собрать разбитую кристальную сову, Ли крадёт флакон с вирусом Тетч и делает себе укол.     |            |                                                                            |                     |                                  |                  |                     |
| 64 | 20         | «Симпатичная машина ненависти» «Pretty Hate Machine»                       | Дэнни Кэннон        | Стивен Лилиен и Брайан Винбрандт | 29 мая 2017      | 3,03                |
| После взятия вируса Ли хоронит Джима в гробу, единственным спасением которого является вирус Тетч. Ли отправляется в полицейский участок Готэма, чтобы издеваться над ними с помощью рации Си-Би и попадает в камеру. У Джима в конечном итоге заканчивается кислород, и у него нет выбора, кроме как ввести вирус в своё тело, чтобы спасти себя и попытаться спасти город от вируса Алисы Тетч. Шаман подталкивает Брюса отомстить Суду Сов и в мгновение ока от Брюса Шаман убивает сам Суд. Шаман пытается заставить Брюса взорвать бомбу на вокзале, после чего его план был прерван Альфредом, что заставляет Брюса колебаться. Шаман вскакивает и подталкивает руку Брюса, выпустить вирус, что приводит к тому, что Альфред стреляет в Шамана, который инструктирует его искать Голову Демонов. Брюс пытается атаковать Альфреда, но его арестовала полиций Готэма, и Джим пытается обезвредить бомбу, но Ли прерывает выполнение его плана. Перед тем, как Нигма («Загадочник») пытается убить Освальда, Фиш Муни приходит и возвращает его в качестве своего прислужника.                                               |            |                                                                            |                     |                                  |                  |                     |
| 65 | 21         | «Судьба зовёт» «Destiny Calling»                                           | Нейтан Хоуп         | Дэнни Кэннон                     | 5 июня 2017      | 3,17                |
| Фиш Муни похищает профессора Стрейнджа и ей удаётся найти противоядие от вируса, но заражённый Гордон убил её, и противоядие уничтожено. Печального Кобблпота арестовывает полиция Готэма после нападения ниндзя из Лиги Теней. Однако, Гордон предлагает обменять Кобблпота на Тетча. Тем временем, у Барбары похитили Тетча, чтобы насильно заставить его помочь в ликвидации вируса. Брюс убегает из-под стражи после того, как полиция подавляет заражённых, и он ищет Ра’с аль Гул, который приказывает ему заставить убить Альфреда. Затем Брюс вытаскивает меч через грудь Альфреда. |            |                                                                            |                     |                                  |                  |                     |
| 66 | 22         | «Тяжёлаягрязнаядуша» «Heavydirtysoul»                                      | Роб Бейли           | Роберт Халл                      | 5 июня 2017      | 3,03                |
| Брюс освобождается от своего состояния и исцеляет Альфреда водами Ямы Лазаря. Барбара, Бутч и Табита следят за Нигмой после того, как он взял похищенного Тетча, чтобы торговать с Гордоном, который начинает ощущать последствия вируса. Кобблпот захватывает Нигму и заставляет его замораживаться и храниться как трофей. Барбара стреляет Бутча в голову, прежде чем быть казненным на электрическом стуле Табитой. Коматозный Бутч оказывается в больнице, его имя при рождении раскрывается как Сайрус Голд. Кобблпот планирует открыть новый ночной клуб под названием «Гостиная Айсберга». Табита становится наставником Селины и учит её использовать хлыст. Используя кровь Тетча, противоядие синтезируется, когда Гордон пытается уйти с Ли, но он вылечен вместе с ней. Когда Готэм вылечился от вируса, Ли покидает Готэм и оставляет письмо Джиму. Брюс поощряется принимать собственные решения Альфреда, а затем становится мстителем, который спасает молодую девушку и её родителей от грабителя. |            |                                                                            |                     |                                  |                  |                     |

### Сезон 4 (2017—18)
Подзаголовок сезона — «Тёмный рыцарь».
| № общий | № в сезоне | Название                                                                      | Режиссёр            | Автор сценария                   | Дата премьеры    | Произв. код | Зрители в США (млн) |
| --- | ---------- | ----------------------------------------------------------------------------- | ------------------- | -------------------------------- | ---------------- | ----------- | ------------------- |
| 67 | 1          | «Пингвинов мир» «Pax Penguina»                                                | Дэнни Кэннон        | Джон Стивенс                     | 21 сентября 2017 | T40.10001   | 3,21                |
| Гордон опасается, что Джонатан Крейн всё ещё жив и вернулся в Готэм, когда после серии грабежей обнаруживается надпись со словом «Пугало». Между тем, «лицензирование» Пингвина на распространение криминала в городе наносит большой вред во время торжественного открытия своего нового клуба «Айсберг Лаунж». Кроме того, после встречи с Ра'с аль Гулом, Брюс начинает вживаться в роль так называемого «мстителя» и входить на тропу борьбы с преступностью. |            |                                                                               |                     |                                  |                  |             |                     |
| 68 | 2          | «Жнец страха» «The Fear Reaper»                                               | Луис Шоу Милито     | Дэнни Кэннон                     | 28 сентября 2017 | T40.10002   | 2,87                |
| В стрессовой ситуации, дабы доказать, что полиция Готэма по-прежнему сильна, Гордон пытается поймать Джонатана Крейна. Однако, Гордон ставит себя в опасную ситуацию в Аркеме, когда ему приходится сражаться с психами и дьяволом внутри самого себя. Тем временем, Барбара непредвиденно возвращается в Готэм, а Селина и Табита должны учитывать риски, связанные с присоединением в её оружейный бизнес.                                                      |            |                                                                               |                     |                                  |                  |             |                     |
| 69 | 3          | «Кто они, что скрываются за масками» «They Who Hide Behind Masks»             | Марк Тондерай       | Стивен Лилиен и Брайан Винбрандт | 5 октября 2017   | T40.10003   | 2,92                |
| Гордон берёт дело в свои руки и отправляется в Майами в попытках убедить Кармайна Фальконе о помощи в борьбе с Пингвином. Там он встречает дочь Кармайна, Софию, которая неожиданно следует за Гордоном обратно в Готэм. Битва за ценное оружие Пингвина продолжается во время аукционной ночи в «Айсберге Лаунж», а присутствие Брюса ставит его под удар. |            |                                                                               |                     |                                  |                  |             |                     |
| 70 | 4          | «Голова демона» «'The Demon's Head'»                                          | Кеннет Финк         | Бенджамин Маккензи               | 12 октября 2017  | T40.10004   | 2,75                |
| Брюс Уэйн ставит под угрозу жизнь историка естествознания Готэма Нилса Уинтропа и его внука Алекса, попыткой раскрыть значение своего ножа, выигранным на аукционе. Тем временем, Ра'с аль Гул доказывает, что он предпримет смертельные меры для достижения того, чего юноша хочет. Помимо этого, София Фальконе оказывается в Готэме и пытается отнять его у Пингвина.                                                                                          |            |                                                                               |                     |                                  |                  |             |                     |
| 71 | 5          | «Путь клинка» «'The Blade's Path'»                                            | Скотт Уайт          | Це Чун                           | 19 октября 2017  | T40.10005   | 2,75                |
| Нигма сталкивается лицом к лицу с Бутчем Гилзином, но он не тот, кем был раньше. В попытке восстановить власть и личность, Нигма решает применить навыки своего бывшего партнера. Тем временем София Фальконе принимает меры для защиты своей жизни, обращаясь к уязвимой стороне Пингвина. Имея в силе клинок, Брюс удивляет окружающих своими смелыми действиями.                                                                                               |            |                                                                               |                     |                                  |                  |             |                     |
| 72 | 6          | «Полдень в день борова» «Hog Day Afternoon»                                   | Марк Тондерай       | Ким Ньютон                       | 26 октября 2017  | T40.10006   | 2,87                |
| Гордон и Буллок идут по горячим следам серийного убийцы, который убивал полицейских и в качестве своего символа надевал своим жертвам отрубленные головы свиней. Тем временем София пытается свергнуть Пингвина, а Томпкинс, Нигма и Гранди оказываются незваными гостями в доме Черри. |            |                                                                               |                     |                                  |                  |             |                     |
| 73 | 7          | «День в проливе» «A Day in the Narrows»                                       | Джон Беринг         | Питер Блейк                      | 2 ноября 2017    | T40.10007   | 2,75                |
| Профессор Пиг продолжает сеять страх по всему Готэму, Гордон и Буллок направляются в Нэрроуз, чтобы найти подсказки. Брюс Уэйн встречает бывшую подругу, Грейс, которая убеждает его приехать на встречу со старыми одноклассниками. Между тем отношения Софии с Пингвином и Гордоном продолжают развиваться. |            |                                                                               |                     |                                  |                  |             |                     |
| 74 | 8          | «Прекрати бить себя» «Stop Hitting Yourself»                                  | Роб Бейли           | Чарли Хьюстон                    | 9 ноября 2017    | T40.10008   | 2,70                |
| Гранди и Нигма становятся гвоздями программы в Бойцовском клубе Черри. Пингвин хочет отомстить Нигме, когда узнает о том, что тот насмехается над ним и обращается к Сиренам за помощью. Тем временем Гордону предлагают стать капитаном полиции Готэма, что создаст противоречивый конфликт с Буллоком. |            |                                                                               |                     |                                  |                  |             |                     |
| 75 | 9          | «Пусть они съедят пирог» «Let Them Eat Pie»                                   | Нейтан Хоуп         | Итурри Соса                      | 16 ноября 2017   | T40.10009   | 2,62                |
| Профессор Пиг продолжает терроризировать Готэм, привлекая внимание Джима Гордона так, как только возможно. София и Пингвин готовятся к сбору средств для приюта, но все идет не так, как планировалось, когда профессор Пиг появляется в качестве шеф-повара. Между тем вечеринка Брюса портит его отношения с Альфредом. |            |                                                                               |                     |                                  |                  |             |                     |
| 76 | 10         | «Вещи, которые делают „бум“» «Things That Go Boom»                            | Луис Шоу Милито     | Стивен Лилиен и Брайан Винбрандт | 30 ноября 2017   | T40.10010   | 2,59                |
| Гордон пытается заключить сделку с Пингвином, в которой участвует София. Тем временем Альфред пытается вытащить Брюса из его подростковой и нисходящей спирали, а Ли Томпкинс получает больше контроля над Нэрроуз. |            |                                                                               |                     |                                  |                  |             |                     |
| 77 | 11         | «Королева бьёт рыцаря» «Queen Takes Knight»                                   | Дэнни Кэннон        | Джон Стивенс                     | 7 декабря 2017   | T40.10011   | 2,53                |
| Всё становится сложнее для Гордона, Софии и Пингвина, когда Кармайнн Фальконе приезжает в город. Альфред пытается выйти на связь с Брюсом раз и навсегда, пока Нигма борется за контроль над образом Загадочника, а Табита пытается заставить Гранди вспомнить своё прошлое. Между тем, знакомая улыбка всплывает. |            |                                                                               |                     |                                  |                  |             |                     |
| 78 | 12         | «Осколки разбитого зеркала» «Pieces of a Broken Mirror»                       | Ханель М. Кулпеппер | Дэнни Кэннон                     | 1 марта 2018     | T40.10012   | 2,57                |
| Гордона вызывают на место происшествия после того, как производитель игрушек нанял убить одного из врачей Готэма. Ли Томпкинс пытаться восстановить Нэрроуз, а Нигма становится её партнёром. Тем временем, новая жизнь Альфреда в Нэрроуз становится сложной, а Айви раскрывает свой новый образ Селине. |            |                                                                               |                     |                                  |                  |             |                     |
| 79 | 13         | «Прекрасная тьма» «A Beautiful Darkness»                                      | Джон Стивенс        | Це Чун                           | 8 марта 2018     | T40.10013   | 2,41                |
| Айви отслеживает секретный проект, над которым работает Wayne Enterprises и начинает нацеливаться на любого, кто может дать ей информацию. Тем временем Джером становится одержимым Пингвином в Аркеме. Кроме того, Гордон начал догадываться о своей сделке с Софией, а тревожная последовательность снов потрясает Брюса. |            |                                                                               |                     |                                  |                  |             |                     |
| 80 | 14         | «Воссоединение» «Reunion»                                                     | Аннабелль К. Фрост  | Питер Блейк                      | 15 марта 2018    | T40.10014   | 2,55                |
| Айви намечает свою следующую цель, возвращая Гордона и Люциуса к старому другу, поскольку Селина пытается взять дело в свои руки. София жаждет получить полный контроль над Готэмом и обращается к Ли о состоянии Нэрроуз. Тем временем Брюс пытается искупить свою вину с Альфредом, а Нигма приходит в Аркем. |            |                                                                               |                     |                                  |                  |             |                     |
| 81 | 15         | «Тонущий корабль великих аплодисментов» «The Sinking Ship The Grand Applause» | Ник Копус           | Сет Бостон                       | 22 марта 2018    | T40.10015   | 2,47                |
| Буллок и Гордон пытаются найти кого-то, кто является ключом к контролю Софии над Готэмом. Между тем, Пингвин, Ли и Нигма, которые ищут мести, образуют маловероятный союз, а Селена просит Брюса об одолжении, чтобы помочь избавить её от вины за Айви. |            |                                                                               |                     |                                  |                  |             |                     |
| 82 | 16         | «Один из трёх моих супов» «One of My Three Soups»                             | Бенджамин Маккензи  | Чарли Хьюстон                    | 29 марта 2018    | T40.10016   | 2,39                |
| «Лучшие» из Аркема разрабатывают план побега, тем самым доставляя хлопоты Гордону и Буллоку. Тем временем Брюс разрабатывает свою собственную стратегию, чтобы сорвать их планы. Кроме того, Барбара получает предложение, от которого она не может отказаться. |            |                                                                               |                     |                                  |                  |             |                     |
| 83 | 17         | «Обязательная поздняя встреча» «Mandatory Brunch Meeting»                     | Майя Врвило         | Стивен Лилиен и Брайан Винбрандт | 5 апреля 2018    | T40.10017   | 2,53                |
| Гордон и Буллок стараются быть на шаг впереди, поскольку Джером собирается направиться к своей следующей цели. Тем временем, Нигма проводит увлекательное игровое шоу в Нэрроуз и сталкивается со своим самым жёстким противником в лице Ли Томпкинс, а Пингвин отправляется к Бучу с предложением. |            |                                                                               |                     |                                  |                  |             |                     |
| 84 | 18         | «Это развлечение» «'That's Entertainment'»                                    | Дэнни Кэннон        | Ник Копус                        | 12 апреля 2018   | T40.10018   | 2,37                |
| Заключённые Аркема продолжают свободно разгуливать по Готэму, и при этом поймать их становится всё труднее. Гордон разрабатывает план, но с неохотой вынужден обратиться к Брюсу за помощью. Тем временем Барбара узнает, насколько далеко её новые друзья готовы пойти ради неё. |            |                                                                               |                     |                                  |                  |             |                     |
| 85 | 19         | «На верную смерть и за её пределы» «To Our Deaths and Beyond»                 | Скотт Уайт          | Питер Блейк и Итурри Соса        | 19 апреля 2018   | T40.10019   | 2,18                |
| Гордон и Буллок пытаются выяснить, что за умный вор стоит за грабежами различных банковских отделений в Готэме. Тем временем Барбара оказывается в опасности и заставляет Табиту помочь ей. |            |                                                                               |                     |                                  |                  |             |                     |
| 86 | 20         | «Этот старый труп» «That Old Corpse»                                          | Луис Шоу Милито     | Чарли Хьюстон                    | 3 мая 2018       | T40.10020   | 1,94                |
| Хаос вспыхивает в полиции Готэма и Гордон отправляется в дикую гусиную погоню за виновником массового захвата. Между тем, друг Брюса становится параноиком, что приводит к необдуманному и разрушительному поведению. |            |                                                                               |                     |                                  |                  |             |                     |
| 87 | 21         | «Один плохой день» «One Bad Day»                                              | Роб Бейли           | Це Чун                           | 10 мая 2018      | T40.10021   | 2,21                |
| Когда Готэм попадает в полную анархию, команда маловероятных героев объединяется, чтобы спасти город. Буллок берет на себя инициативу в полиции Готэма, а психологические возможности Брюса подвергаются серьёзному испытанию, поскольку близкие ему люди подвергаются опасности. |            |                                                                               |                     |                                  |                  |             |                     |
| 88 | 22         | «Ничейная земля» «'No Man's Land'»                                            | Нейтан Хоуп         | Джон Стивенс и Сет Бостон        | 17 мая 2018      | T40.10022   | 2,20                |
| Джеремайя предупреждает о грядущих разрушениях Готэма, а Гордон вынужден принять потенциально разрушительное решение. Тем временем, Барбара объединяет команду, чтобы обеспечить свою позицию, поскольку альянсы в преступном мире меняются и доказывают, что никому нельзя доверять. Затем, Брюс вынужден смириться с будущим. |            |                                                                               |                     |                                  |                  |             |                     |

### Сезон 5 (2019)
| № общий | № в сезоне | Название                                                | Режиссёр           | Автор сценария              | Дата премьеры   | Произв. код | Зрители в США (млн) |
| --- | ---------- | ------------------------------------------------------- | ------------------ | --------------------------- | --------------- | ----------- | ------------------- |
| 89 | 1          | «Нулевой год» «Year Zero»                               | Дэнни Кэннон       | Джон Стивенс                | 3 января 2019   | T40.10051   | 2,54                |
| 87-й день с момента взрыва всех мостов и прочих путей, ведущих в Готэм. Хаос охватил Готэм со всех сторон. Главари преступных группировок захватывают различные районы. Джеймс Гордон и другие оставшиеся полицейские создали безопасную зону для уцелевших и не успевших уехать горожан, но припасы на исходе. Пугало и его приспешники проникают на территорию полиции и крадут большую часть еды и лекарств, которые оставались в распоряжении полиции, это вынуждает Брюса принять решение нелегально доставить продовольствие и медикаменты в город. Неизвестный сбивает вертолёт Уэйн Энтерпрайзис с припасами, во время возникшей борьбы за груз упавшего вертолёта Пингвин убивает Табиту, но Гордону удаётся отбить продовольствие для горожан. Нигма начинает страдать от раздвоения личности и потерь памяти — он постоянно отключается, а после пробуждения оказывается в разных местах. Селине делают операцию, чтобы предотвратить разрушение позвоночника, она проходит удачно, но девушка остаётся парализованной и безуспешно пытается совершить самоубийство; одна из медсестёр больницы советует Брюсу разыскать «Ведьму», чтобы спасти Селину. Во флэшфорварде, в 391-й день с момента взрыва всех мостов и прочих путей, ведущих в Готэм, Гордон, Буллок, Пингвин и Нигма во главе группы вооружённых полицейских и граждан обороняют укреплённую стену от атакующей армии. |            |                                                         |                    |                             |                 |             |                     |
| 90 | 2          | «Посторонние» «Trespassers»                             | Луис Шоу Милито    | Дэнни Кэннон                | 10 января 2019  | T40.10052   | 2,38                |
| Брюс находит Ведьму. Оказывается, что это Айви. Она обманывает Брюса и убеждает его освободить её, после чего убивает пленивших её горожан. Уэйну удаётся убедить её отдать ему семя древнего растения, которое сможет восстановить позвоночник Селины, но при этом «изменит» её навсегда. Селина съедает семя и возвращает способность ходить, но также приобретает некоторые кошачьи свойства. Гордон и Буллок выслеживают банду, захватившую детей и заставлявшую их рыть тоннель из Готэма, спасают всех и отправляют в безопасную зону, а Барбара спасает их от охотников за головами, которые хотели убить Гордона, потому что Кобблпот назначил награду за его голову. Тем временем Нигма просыпается после очередного провала в памяти и понимает, что он похитил бандита из Уличных Демонов, а другие члены этой банды были убиты таким образом, чтобы подозрение пало на Пингвина. |            |                                                         |                    |                             |                 |             |                     |
| 91 | 3          | «Пингвин, наш герой» «Penguin, Our Hero»                | Роб Бейли          | Це Чун                      | 17 января 2019  | T40.10053   | 2,36                |
| Множество людей Пингвина сбегает от него в безопасную зону, созданную полицией, и Кобблпот отправляется туда во главе армии бандитов, в том числе Уличных Демонов, чтобы всех вернуть. Им удаётся захватить безопасную зону, так как у полиции проблемы с патронами, но затем бандиты пленят самого Пингвина. Ему приходится объединиться с Гордоном, чтобы освободиться и вместе перебить всех бандитов. Тем временем Селина с Брюсом отправляются на поиски Джеремайи Валеска. Они обнаруживают, что Экко вербует новых членов к нему на службу. Селина пытается обмануть её и проникнуть внутрь, прикинувшись сторонницей Джеремайи, но не проходит испытание. После этого Экко сбегает, а Селина приковывает Брюса наручниками и оставляет, чтобы он не мешал ей убить Джеремайю. Неизвестный устраивает взрыв в безопасной зоне, гибнет много горожан, находившихся под защитой полиции. |            |                                                         |                    |                             |                 |             |                     |
| 92 | 4          | «Руины» «Ruin»                                          | Нейтан Хоуп        | Джеймс Стотеро и Чад Файвэш | 24 января 2019  | T40.10054   | 2,35                |
| Джеймс Гордон и Пингвин временно объединяются, чтобы найти виновного во взрыве в безопасной зоне. Под подозрение попадает Виктор Зсасз, его ловят, но он отказывается признать свою вину. В поисках доказательств Люциус Фокс прибегает к помощи Эдварда Нигмы, работая вместе, они приходят к выводу, что Зсасз невиновен. Нигма продолжает расследование в одиночку и находит свидетельницу, которая сообщает, что виновным во взрыве является он сам (она видела, как Эдвард выстрелил из гранатомёта в безопасную зону той ночью, события которой он не помнит). Пингвин организует «суд линча» над Зсасзом, и разъярённая толпа игнорирует разумные доводы Гордона о невиновности обвиняемого, после чего Джеймс и Харви Буллок освобождают его силой и отпускают. Из-за этого многие горожане перестают поддерживать Гордона, он с горя напивается и проводит ночь с Барбарой. Тем временем Селине Кайл удаётся прокрасться к Джеремайе Валеска и поразить его ножом в туловище. |            |                                                         |                    |                             |                 |             |                     |
| 93 | 5          | «Пенья Дура» «Pena Dura»                                | Марк Тондерай      | Итурри Соса                 | 31 января 2019  | T40.10055   | 2,34                |
| Эдуардо Дорранс, бывший армейский сослуживец Гордона, прибывает в Готэм с группой военных якобы на помощь. Джеймс обнаруживает, что последним покупавшим гранатомёт у подпольного торговца оружием был Эдвард Нигма и подозревает его во взрыве в безопасной зоне. Горожане ловят Нигму и пытают электричеством, после пары разрядов он восстанавливает в памяти события той ночи, когда взорвались мосты, ведущие в Готэм — он вспоминает Освальда, который велел его оживить. Пингвин рассказывает, что по его приказу Нигму оживил Хьюго Стрейндж. Нигма находит Стрейнджа, который рассказывает, что при оживлении имплантировал ему в мозг чип, с помощью которого можно контролировать его разум. Гордон убеждается в невиновности Нигмы. Дорранс признаётся, что именно он всё это время контролировал Нигму, и активирует чип, приказывая Загадочнику преследовать и убить Гордона. Тем временем Селину объявляют героем преступного мира из-за убийства Джеремайи, и она разрывает отношения с Брюсом. Зрителям показывают, что Джеремайя пережил нападение Селины и готовит исполнение некоего плана, целью которого является Брюс Уэйн. |            |                                                         |                    |                             |                 |             |                     |
| 94 | 6          | «13 швов» «13 Stitches»                                 | Бенджамин Маккензи | Сет Бостон                  | 14 февраля 2019 | T40.10056   | 2,28                |
| Нигма, ведомый приказами, передаваемыми через чип внутри его головы, нападает на Гордона, но тому удаётся отбиться и закоротить чип в голове Нигмы при помощи электрошока. Эдуардо Дорранс сам пытается поймать Джеймса, но тому удаётся сбежать при помощи Барбары и Эдварда. Люди Дорранса начинают убивать заключённых бандитов и запирают сопротивляющихся полицейских. Люциус Фокс удаляет чип из головы Нигмы. Эдуардо шантажирует Гордона, взяв в заложники Ли Томпкинс. Во время попытки обмена Ли на чип из головы Эдварда Гордон вступает в схватку с Доррансом и в итоге толкает того на металлический прут, который протыкает его туловище. Нигма, Брюс, Альфред, Барбара и Люциус объединяются, чтобы освободить полицейских из заключения людей Дорранса в участке. Им удаётся сделать это, а также отправить информацию из чипа Нигмы (компромат на Дорранса) прессе вне Готэма. Ли не помнит ничего из случившегося за последние 3 месяца. Оказывается, что Хьюго Стрейндж при воскрешении имплантировал чип в мозг Ли так же, как и Нигме. Уокер лично прибывает в Готэм, спасает жизнь Эдуардо при помощи специального газа и отдаёт Ли приказ убить Джеймса. Ему с помощью электричества удаётся отключить её чип. Барбара шокирует Гордона известием, что она беременна. Джеремайя нападает и захватывает Альфреда. Тем временем Пингвин подвергается ограблению со стороны воровки Сороки, и, чтобы поймать её, обращается за помощью к Селине. Они идут в убежище Сороки, но та запирает их в комнате с бомбами. Селина понимает, что Пингвин собирается бежать из Готэма во внешний мир, и соглашается помочь Кобблпоту в обмен на 10% накопленных им драгоценностей. Сорока попадает в ловушку, и Пингвин хладнокровно добивает её. |            |                                                         |                    |                             |                 |             |                     |
| 95 | 7          | «Эйс Кемикалс» «Ace Chemicals»                          | Джон Стивенс       | Це Чун                      | 21 февраля 2019 | T40.10057   | 2,19                |
| Гордон разговаривает по рации с генералом вне Готэма, тот говорит, что после бегства Уокер теперь ничего не мешает начать воссоединение Готэма со внешним миром. Поиски Альфреда за 5 дней так ни к чему и не привели, а полицейские находят трупы людей, погибших от воздействия химикатов. След приводит Гордона и Ли Томпкинс в Нэрроуз, на завод компании Эйс Кемикалс, где множество загипнотизированных бандитов производят химикаты под управлением Джервиса Тетча и Экко. Тем временем Джеремайя Валеска заманивает Брюса Уэйна в ловушку при помощи двойников его погибших матери и отца, а также Альфреда, находящихся под гипнозом. Особняк Уэйнов взрывается, но Брюс и Альфред успевают убежать. Селина и Барбара решают обмануть Пингвина и отомстить ему за убийство Табиты, но, встретив Альфреда, Селина передумывает и спешит на помощь к Брюсу. Джеремайя убивает двойников родителей Брюса и угрожает, что сделает то же самое с Джеймсом и Ли. Появившаяся Селина останавливает его в последний момент, но Экко запускает таймер распыления большого количества химикатов. Гордону удаётся утопить грузовик с химикатами в реке до детонации, но вещество начинает распространяться по воде, и из-за угрозы заражения воссоединение Готэма со внешним миром откладывается на неопределённый срок. Брюс дерётся с Джеремайей на заводе, и тот падает в чан с химикатами. Лишившись поддержки Селины, Пингвин приходит за помощью к Загадочнику и предлагает тому вместе сбежать из Готэма. Они убеждают Барбару не убивать Кобблпота, чтобы сбежать вместе с ними из города на подводной лодке. Ли прощает Гордона, и они воссоединяются. |            |                                                         |                    |                             |                 |             |                     |
| 96 | 8          | «Ничего страшного» «'Nothing's Shocking'»               | Кеннет Финк        | Сет Бостон                  | 28 февраля 2019 | T40.10061   | 2,26                |
| Человек, который выглядит как отставной полицейский Дикс, бывший напарник Харви, совершает двойное убийство в клубе Барбары. Расследуя преступление, Гордон и Буллок приходят домой к Диксу, куда вскоре приходит и убийца, лицо которого имеет полное сходство с лицом Дикса. Выясняется, что 20 лет назад группа полицейских посадила женщину за убийство мужа, а сейчас её дочь (которая в результате экспериментов Хьюго Стрейнджа получила способность перенимать внешность других людей после прикосновения к ним) мстит им за то, что они заставили её оговорить мать. Приняв внешность Харви, девушка убивает Дикса. Буллок предлагает девушке решить дело миром, но та отказывается, и он вынужден застрелить её. Пингвин и Загадочник подвергаются нападению мистера Пенна и его второй личности, воплощённой в кукле-марионетке по имени Лицо со шрамом. Напавшие требуют отдать им драгоценности, накопленные Кобблпотом на случай побега из города. В результате борьбы Пингвин убивает Лицо со шрамом, а Нигма — Пенна. Тем временем Брюс и Альфред расследуют исчезновения людей в туннелях под городом и узнают, что за ними стоит человек, мутировавший под воздействием химикатов. Вдвоём они одолевают мутанта, но спасти живым удаётся только одного пропавшего человека. |            |                                                         |                    |                             |                 |             |                     |
| 97 | 9          | «Суд над Джеймсом Гордоном» «The Trial of James Gordon» | Эрин Ричардс       | Бенджамин Маккензи          | 7 марта 2019    | T40.10062   | 2,11                |
| Гордон и группа полицейских приходят в цитадель Пингвина на переговоры с представителями всех преступных кланов Готэма. Джеймс предлагает заключить соглашение о прекращении огня, чтобы сохранить жизни людей до воссоединения со внешним миром. Бандиты готовы согласиться, но неожиданно в Гордона стреляет неизвестный. Пока Ли Томпкинс оперирует его, Харви берёт руководство полицией в свои руки и пытается найти покушавшегося. Ему удаётся выяснить, что пуля, которой ранили Гордона, принадлежала Виктору Зсасзу. Альфред помогает поймать Зсасза, и тот признаётся, что покушался на Гордона, находясь под контролем Айви Пеппер. Раненный Гордон испытывает галлюцинации, в которых он выступает в ролях обвиняемого и обвинителя на судебном заседании, переживая за все свои ошибки, в том числе за жизни людей, доверившихся ему и погибших в результате взрыва в безопасной зоне. Барбара отравляет глав преступных кланов и заставляет их согласиться на прекращение огня в обмен на противоядие. Тем временем Брюс и Селина собираются на свидание и едят консервы. Внезапно приходит Айви и при помощи галлюциногенов берёт Брюса под свой контроль. По воле Айви, он приходит к Люциусу и пытается заставить того прекратить работы по очищению реки от токсинов, выпущенных Джеремайей Валеска, чтобы препятствовать воссоединению Готэма со внешним миром и отдать город природе. Появившаяся Селина успевает остановить их в последний момент. Айви приходит в полицейский участок, выпускает Зсасза и нападает на Ли. Серьёзными совместными усилиями нападение удаётся отразить — Ли ранит Айви, после чего та убегает, Харви обезоруживает Зсасза, а Джеймс очнулся. Через месяц Гордон и Ли сочетаются законным браком. |            |                                                         |                    |                             |                 |             |                     |
| 98 | 10         | «Я Бейн» «I Am Bane»                                    | Кеннет Финк        | Джеймс Стотеро и Чад Файвэш | 21 марта 2019   | T40.10058   | 2,23                |
| Тереза Уокер при помощи Хьюго Стрейнджа возвращает Эдуардо Дорранса к жизни, попутно преображая его. В Готэме готовятся к долгожданному воссоединению со внешним миром. Люди прибывшего генерала Уэйда перепроверяют уровень токсинов и утверждают план воссоединения, но в этот момент полицейский участок подвергается нападению группы бойцов во главе с Эдуардо, который стал гораздо более физически сильным под воздействием химикатов и теперь зовёт себя Бейн. Он похищает Гордона, Брюса Уэйна и генерала Уэйда и начинает избивать Джеймса на глазах Брюса. Тем временем Загадочник завершает создание подводной лодки, он с Пингвином и Барбарой собираются покинуть город, но на пристани у Барбары начинаются схватки, и она уезжает в роддом. Кобблпот и Нигма решают обмануть её и уплыть вдвоём, но у них это не получается, так как Барбара заранее украла клапан регулятора давления от подлодки, чтобы избежать обмана со стороны сообщников. Уокер признаётся Брюсу, что её настоящее имя — Нисса Аль Гул, она дочь Рас Аль Гула, а всё, происходившее с Готэмом в последнее время — наказание Брюсу за убийство её отца. Она также хочет наказать Барбару, которая помогла Брюсу убить Раса, и посылает Бейна за ней. В роддоме Ли, Пингвин и Нигма пытаются защитить Барбару от нападения, а тем временем Хьюго Стрейндж хочет прооперировать Гордона так же, как Эдуардо. Нигма возвращает клапан от подлодки, и они с Пингвином сбегают. Брюс и Джеймс вырываются из заключения людей Ниссы вместе с генералом Уэйдом, не зная, что Стрейндж имплантировал ему в мозг чип для контроля. Барбара рожает дочь. Бейн избивает Селину и серьёзно ранит Альфреда. Контролируемый через чип Ниссой генерал Уэйд отдаёт приказ о бомбардировке и уничтожении Готэма. Барбара возвращается в свой клуб с родившейся дочерью и находит там трупы всех подчинявшихся ей членов сестринства Лиги Теней, а также встречает Ниссу Аль Гул. |            |                                                         |                    |                             |                 |             |                     |
| 99 | 11         | «Что они наделали?» «They Did What?»                    | Кэрол Бенкер       | Це Чун                      | 18 апреля 2019  | T40.10059   | 2,07                |
| Нисса Аль Гул собирается забрать новорождённую дочь Барбары, чтобы воспитать её как члена семьи Аль Гул, и велит генералу Уэйду отдать войскам приказ атаковать Готэм и уничтожить всех оставшихся жителей. Пингвин и Загадочник собираются уплыть на подводной лодке с накопленными драгоценностями, но на пристани Освальд внезапно передумывает, решая «следовать зову сердца», и остаётся в городе, присоединяясь к обороне, которую организовал Гордон. Нигма тоже передумывает и решает остаться, также к обороне присоединяется Брюс с новейшим оружием, которое ему дал Люциус Фокс. Небольшая группа полицейских и вооружённых горожан обороняет баррикаду от многочисленных солдат под командованием Бейна. В ходе боя из-за взрыва гранаты Кобблпот лишается глаза. Обороняющиеся отступают под напором превосходящих сил противника. Брюс и Селина взрывают последнюю оставшуюся бомбу Джеремайи в здании Уэйн Энтерпрайзис, чтобы обрушившееся здание преградило путь наступающей армии. Тем временем Гордон освобождает Барбару, но Нисса заставляет его сложить оружие, угрожая убийством дочери. Она хочет убить Джеймса на глазах Барбары и избивает его. Барбаре удаётся освободиться и убить людей Ниссы, а затем ранить её саму тем самым кинжалом, которым был убит её отец. Раненая Нисса приказывает генералу Уэйду застрелиться, чтобы тот не мог отменить приказ войскам об уничтожении Готэма. Бейн нападает на Брюса и Селину, но тем удаётся отбиться от него при помощи стаи летучих мышей. Солдаты окружают полицейский участок и готовятся к штурму. Гордон отправляет беженцев и Барбару с ребёнком уходить по подземному туннелю, а сам с оставшимися полицейскими обороняется и прикрывает отход. Неожиданно все беженцы возвращаются и встают рядом с полицейскими. Солдаты отказываются выполнять приказ стрелять в невооружённых горожан и берут в плен людей Бейна и его самого. Нисса уплывает из Готэма на подводной лодке Загадочника с драгоценностями и псом Пингвина. Воссоединение Готэма со внешним миром наконец-то происходит. Барбара решает назвать дочь Барбара Ли Гордон. Загадочник и Пингвин объединяются, чтобы вместе построить преступную империю и заполучить контроль над городом. Джеймса Гордона назначают комиссаром полиции Готэма. Брюс Уэйн уезжает из города, оставив Селине прощальное письмо и попрощавшись с Альфредом. |            |                                                         |                    |                             |                 |             |                     |
| 100 | 12         | «Начало...» «The Beginning...»                          | Роб Бейли          | Джон Стивенс                | 25 апреля 2019  | T40.10060   | 2,21                |
| Уехав из Готэма, Брюс приезжает в горный монастырь далеко в Гималаях. Спустя 10 лет жизнь в городе течёт своим чередом — уровень преступности растёт, мэр не разрешает Гордону уходить в отставку с поста комиссара, готовится открытие новой башни Уэйна, Барбара стала легальной бизнесвуман и инвестором, Пингвин провёл 10 лет в тюрьме Блэкгейт, а Загадочник — в психиатрической лечебнице Аркем (там же находится пребывающий в состоянии овоща Джеремайя Валеска), Селина зарабатывает на жизнь кражами драгоценностей. Неизвестный похищает Нигму из Аркема, заставляя охранника застрелиться, а Харви Буллока — оговорить себя в его убийстве. Срок заключения Кобблпота заканчивается, и он выходит из тюрьмы. Таинственная фигура в плаще и маске предупреждает комиссара об опасности. Освальд привозит Гордона на пирс, где много лет назад тот едва не пристрелил его, и держит его на мушке, но Джеймс успевает прыгнуть в воду и ускользнуть. На вечеринку по случаю открытия башни Уэйна Нигма приводит связанного мэра и готовится произвести взрыв, но Барбара и Селина останавливают его, а Люциус Фокс, Гордон и Ли обезвреживают бомбу. Оказывается, что за всеми последними событиями стоял Джеремайя, который лишь прикидывался овощем, а на самом деле мог соображать и действовал при помощи Экко и других подручных. Пингвин помогает Нигме сбежать, но затем их обоих ловит и передаёт в руки полиции таинственная фигура в плаще и маске. Джеремайя и Экко нападают на Барбару, девушки ранят друг друга, а Джеремайя добивает раненую Экко и похищает дочь Барбары. На заводе Эйс Кемикалс Джеремайя угрожает Гордону, что бросит его дочь в чан с химикатами. Неожиданно появившаяся таинственная фигура в плаще и маске останавливает Джеремайю и спасает маленькую Барбару Ли Гордон. Гордон отказывается от ухода в отставку и возвращает прожектор с Бэт-сигналом на крышу полицейского участка. Брюс и Селина встречаются после многолетней разлуки, он говорит девушке, что никогда больше не покинет Готэм, и просит её вернуть украденное. Человек в костюме летучей мыши является на зов прожектора полицейских. |            |                                                         |                    |                             |                 |             |                     |

## Рейтинги

### Сезон 1 (2014—15)
| №  | Серия                                       | Дата выхода в эфир | Рейтинг (18-49) | Зрители (миллионов) | DVR (18-49) | Зрители DVR (миллионов) | Всего (18-49) | Всего зрителей (миллионов) |
| -- | ------------------------------------------- | ------------------ | --------------- | ------------------- | ----------- | ----------------------- | ------------- | -------------------------- |
| 1  | «Пилотная серия»                            | 22 сентября 2014   | 3.2/10          | 8.21                | 2.7         | 5.84                    | 6.0           | 14.15                      |
| 2  | «Селина Кайл»                               | 29 сентября 2014   | 2.8/8           | 7.45                | 1.9         | 4.33                    | 4.7           | 11.81                      |
| 3  | «Человек-Воздушный шар»                     | 6 октября 2014     | 2.5/8           | 6.36                | 2.0         | 4.52                    | 4.5           | 10.88                      |
| 4  | «Аркем»                                     | 13 октября 2014    | 2.4/7           | 6.39                | 1.7         | 3.95                    | 4.5           | 10.34                      |
| 5  | «Гадюка»                                    | 20 октября 2014    | 2.3/7           | 6.09                | 1.7         | 4.33                    | 4.0           | 10.12                      |
| 6  | «Дух Козла»                                 | 27 октября 2014    | 2.2/7           | 5.89                | 1.5         | 3.78                    | 3.7           | 9.66                       |
| 7  | «Зонт Пингвина»                             | 3 ноября 2014      | 2.4/7           | 6.63                | 1.7         | 3.83                    | 4.1           | 10.47                      |
| 8  | «Маска»                                     | 10 ноября 2014     | 2.2/7           | 6.35                | 1.6         | 3.68                    | 3.8           | 10.03                      |
| 9  | «Харви Дент»                                | 17 ноября 2014     | 2.3/6           | 6.49                | 1.7         | 3.77                    | 4.0           | 10.26                      |
| 10 | «Лавкрафт»                                  | 24 ноября 2014     | 2.3/7           | 6.05                | 1.5         | 3.56                    | 3.8           | 9.61                       |
| 11 | «Галерея преступников»                      | 5 января 2015      | 2.5/8           | 7.06                | 1.3         | 3.04                    | 3.8           | 10.10                      |
| 12 | «Что напела маленькая птичка»               | 19 января 2015     | 2.2/7           | 6.50                | 1.6         | 3.49                    | 3.8           | 9.99                       |
| 13 | «С возвращением, Джим Гордон»               | 26 января 2015     | 2.1/6           | 6.04                | 1.3         | 3.03                    | 3.4           | 9.07                       |
| 14 | «Страшный доктор Крейн»                     | 2 февраля 2015     | 1.9/6           | 5.79                | 1.3         | 2.80                    | 3.2           | 8.59                       |
| 15 | «Пугало»                                    | 9 февраля 2015     | 1.8/6           | 5.63                | 1.2         | 2.76                    | 3.0           | 8.39                       |
| 16 | «Слепой провидец»                           | 16 февраля 2015    | 2.1/6           | 6.19                | 1.3         | 3.06                    | 3.4           | 9.25                       |
| 17 | «Красный колпак»                            | 23 февраля 2015    | 2.3/7           | 6.53                | 1.3         | 3.20                    | 3.6           | 9.73                       |
| 18 | «У каждого есть свой Кобблпот»              | 2 марта 2015       | 2.0/6           | 6.10                | 1.4         | 3.11                    | 3.4           | 9.21                       |
| 19 | «Хищники»                                   | 13 апреля 2015     | 1.5/5           | 4.50                | 1.1         | 2.63                    | 2.6           | 7.13                       |
| 20 | «Под ножом»                                 | 20 апреля 2015     | 1.6/5           | 4.44                | 1.1         | 2.85                    | 2.7           | 7.28                       |
| 21 | «Между наковальней и молотом»               | 27 апреля 2015     | 1.5/5           | 4.58                | 1.1         | 2.65                    | 2.6           | 7.23                       |
| 22 | «Все счастливые семьи похожи друг на друга» | 4 мая 2015         | 1.7/6           | 4.93                | 1.1         | 2.64                    | 2.8           | 7.57                       |

### Сезон 2 (2015—16)
| №  | Серия                                | Дата выхода в эфир | Рейтинг (18-49) | Зрители (миллионов) | DVR (18-49) | Зрителей DVR (миллионов) | Всего (18-49) | Всего зрителей (миллионов) |
| -- | ------------------------------------ | ------------------ | --------------- | ------------------- | ----------- | ------------------------ | ------------- | -------------------------- |
| 1  | «Будь ты проклят, если сделаешь это» | 21 сентября 2015   | 1.6/5           | 4.57                | 1.2         | 2.92                     | 2.8           | 7.49                       |
| 2  | «Тук-тук»                            | 28 сентября 2015   | 1.6/5           | 4.65                | 1.3         | 2.90                     | 2.9           | 7.54                       |
| 3  | «Последний смех»                     | 5 октября 2015     | 1.5/5           | 4.33                | 1.2         | 2.78                     | 2.7           | 7.11                       |
| 4  | «Ударный отряд»                      | 12 октября 2015    | 1.5/5           | 4.17                | 1.3         | 2.64                     | 2.8           | 6.81                       |
| 5  | «Скарификация»                       | 19 октября 2015    | 1.3/4           | 4.19                | 1.1         | 2.43                     | 2.4           | 6.62                       |
| 6  | «От огня»                            | 26 октября 2015    | 1.5/5           | 4.32                | 1.1         | 2.43                     | 2.6           | 6.76                       |
| 7  | «Маменькино маленькое чудовище»      | 2 ноября 2015      | 1.6/5           | 4.27                | 1.1         | 2.77                     | 2.7           | 7.04                       |
| 8  | «Сегодня ночью»                      | 9 ноября 2015      | 1.5/4           | 4.11                | 1.2         | 2.70                     | 2.7           | 6.81                       |
| 9  | «Горькая пилюля»                     | 16 ноября 2015     | 1.5/5           | 4.35                | 1.1         | 2.46                     | 2.6           | 6.79                       |
| 10 | «Сын Готэма»                         | 23 ноября 2015     | 1.4/4           | 4.00                | 1.0         | 2.49                     | 2.4           | 6.49                       |
| 11 | «Хуже, чем преступление»             | 30 ноября 2015     | 1.6/5           | 4.51                | 1.0         | 2.42                     | 2.6           | 6.93                       |
| 12 | «Мистер Фриз»                        | 29 февраля 2016    | 1.5/5           | 4.12                | 1.0         | 2.44                     | 2.5           | 6.57                       |
| 13 | «Мертвец не чувствует холода»        | 7 марта 2016       | 1.5/5           | 4.54                | 1.0         | 2.23                     | 2.5           | 6.77                       |
| 14 | «Этот шар грязи и подлости»          | 14 марта 2016      | 1.3/4           | 4.01                | 1.0         | 2.31                     | 2.3           | 6.32                       |
| 15 | «Безумный серый рассвет»             | 21 марта 2016      | 1.3/4           | 3.89                | 0.8         | 2.09                     | 2.1           | 5.98                       |
| 16 | «Узники»                             | 28 марта 2016      | 1.3/5           | 3.82                | 0.8         | 1.92                     | 2.1           | 5.72                       |
| 17 | «Чем дальше в лес»                   | 11 апреля 2016     | 1.2/4           | 3.71                | 0.9         | 2.07                     | 2.1           | 5.78                       |
| 18 | «Пайнвуд»                            | 18 апреля 2016     | 1.2/4           | 3.72                | 0.9         | 2.16                     | 2.1           | 5.88                       |
| 19 | «Азраил»                             | 2 мая 2016         | 1.2/4           | 3.59                | 0.9         | 2.18                     | 2.1           | 5.77                       |
| 20 | «Сорвавшийся с цепи»                 | 9 мая 2016         | 1.2/4           | 3.67                | 0.9         | 1.93                     | 2.1           | 5.61                       |
| 21 | «Легион ужаса»                       | 16 мая 2016        | 1.3/4           | 3.84                | 0.8         | 1.88                     | 2.1           | 5.72                       |
| 22 | «Перевозка»                          | 23 мая 2016        | 1.2/4           | 3.62                | 0.8         | 1.94                     | 2.0           | 5.55                       |

### Сезон 3 (2016—17)
| №  | Серия                                 | Дата выхода в эфир | Рейтинг (18-49) | Зрители (миллионов) | DVR (18-49) | Зрителей DVR (миллионов) | Всего (18-49) | Всего зрителей (миллионов) |
| -- | ------------------------------------- | ------------------ | --------------- | ------------------- | ----------- | ------------------------ | ------------- | -------------------------- |
| 1  | «Лучше править в аду…»                | 19 сентября 2016   | 1.3/4           | 3.90                | 0.9         | 2.24                     | 2.2           | 6.14                       |
| 2  | «Сжечь ведьму»                        | 26 сентября 2016   | 1.2/4           | 3.54                | 1.0         | 2.39                     | 2.2           | 5.93                       |
| 3  | «Смотрите мне в глаза»                | 3 октября 2016     | 1.0/3           | 3.19                | 0.8         | 2.05                     | 1.8           | 5.24                       |
| 4  | «Рассвет нового дня»                  | 10 октября 2016    | 1.1/3           | 3.42                | н/д         | 1.82                     | н/д           | 5.24                       |
| 5  | «Всё для тебя»                        | 17 октября 2016    | 1.2/4           | 3.32                | 0.7         | 1.88                     | 1.9           | 5.21                       |
| 6  | «Следуй за белым кроликом»            | 24 октября 2016    | 1.1/4           | 3.48                | 0.7         | н/д                      | 1.8           | н/д                        |
| 7  | «Красная королева»                    | 31 октября 2016    | 1.0/3           | 3.16                | 0.8         | 2.06                     | 1.8           | 5.22                       |
| 8  | «Кровавая гонка»                      | 7 ноября 2016      | 1.2/4           | 3.52                | 0.8         | 1.95                     | 2.0           | 5.47                       |
| 9  | «Палач»                               | 14 ноября 2016     | 1.2/4           | 3.63                | 0.7         | 1.82                     | 1.9           | 5.45                       |
| 10 | «Бомба замедленного действия»         | 21 ноября 2016     | 1.1/4           | 3.44                | 0.9         | 2.06                     | 2.0           | 5.50                       |
| 11 | «Остерегайтесь зеленоглазого монстра» | 28 ноября 2016     | 1.0/3           | 3.37                | 0.7         | 1.70                     | 1.7           | 5.08                       |
| 12 | «Призраки»                            | 16 января 2017     | 1.2/4           | 3.69                | 0.7         | 1.62                     | 1.9           | 5.31                       |
| 13 | «Улыбайся от всей души»               | 23 января 2017     | 1.2/4           | 3.60                | 0.6         | н/д                      | 1.8           | н/д                        |
| 14 | «Нежное искусство наживать врагов»    | 30 января 2017     | 1.1/4           | 3.46                | 0.7         | 1.63                     | 1.8           | 5.09                       |
| 15 | «Как Загадочник получил своё имя»     | 24 апреля 2017     | 1.0/4           | 2.99                | н/д         | н/д                      | н/д           | н/д                        |
| 16 | «Эти нежные и тёмные навязчивые идеи» | 1 мая 2017         | 1.0/4           | 3.02                | 0.6         | н/д                      | 1.6           | н/д                        |
| 17 | «Изначальная загадка»                 | 8 мая 2017         | 1.0/4           | 3.03                | 0.6         | н/д                      | 1.6           | н/д                        |
| 18 | «Осветите фитиль»                     | 15 мая 2017        | 0.9/3           | 2.98                | 0.7         | 1.59                     | 1.6           | 4.57                       |
| 19 | «Все будут судимы»                    | 22 мая 2017        | 1.0/4           | 2.92                | 0.6         | 1.66                     | 1.6           | 4.59                       |
| 20 | «Симпатичная машина ненависти»        | 29 мая 2017        | 1.0/4           | 3.03                | 0.7         | 1.72                     | 1.7           | 4.75                       |
| 21 | «Судьба зовёт»                        | 5 июня 2017        | 1.0/4           | 3.17                | 0.7         | 1.67                     | 1.7           | 4.84                       |
| 22 | «Тяжёлая грязная душа»                | 5 июня 2017        | 0.9/4           | 3.03                | 0.8         | 1.75                     | 1.7           | 4.78                       |